# Tutaibo
Tutaibo là một chi nhện trong họ Linyphiidae.